# Stadion NŠC Stjepan Spajić
Das Stadion NŠC Stjepan Spajić ist ein Fußballstadion in Novi Zagreb, einem Stadtteil der kroatischen Hauptstadt Zagreb.

## Geschichte
Die im Jahr 2000 eröffnete Sportstätte trug bis 2006 den Namen Stadion u Sigetu (deutsch Stadion in Siget) nach dem Stadtviertel Siget. Sein heutiger Name führt auf den langjährigen Präsidenten des Vereins, Stjepan Spajić, zurück, der 2004 im Alter von 52 Jahren verstorben ist. Im Stadion mit 5.000 Plätzen ist der Fußballverein NK Hrvatski dragovoljac, derzeit in der 2. HNL, beheimatet. Neben der überdachten und mit Kunststoffsitzen ausgestatteten Haupttribüne im Norden liegen weitere Plätze unter freiem Himmel auf Stahlgerüsttribünen hinter dem Tor im Westen.